# Familia Gondola

Escudo de la familia Gondola

Los Gondola-Gundulic (italiano: La familia Ghetaldi-Gondola) es una de las familias nobles más importantes y reconocidas de Dalmacia y del Tirol de la ciudad de Dubrovnik/Ragusa, Originalmente de Lucca, la familia llegó a Ragusa alrededor del 930, tal como lo señala el libro: Wappenbuch von Dalmatien (Heyer Von Rosenfeld), Storia di Raugia (Lucca 1595), Ragusa (Skurla 1876), e Istria e Dalmazia (semi Tacconi). Desde el siglo XIII, tres generaciones de esta familia tomaron papeles principales en la vida pública en Dubrovnik. 
Giovanni Gondola
Trescientos años más adelante, el poeta Iván Gundulic 1589-1638 (Giovanni Gondola, hijo del Conde y senador Francesco de Gondola, que murió en 1624, quien había sido Knez/Duque de Raguza por cinco veces) es la persona más significativa de la familia de Gundulic, siendo nombrado Conde en Konavle en 1615 y 1619. En 1634 fue senador. A finales de 1638 lo eligieron al parlamento pequeño pero murió antes de que él pudiera asumir el cargo. 
Uno de los hijos de Giovanni, Francesco Gondola, sirvió al Imperio austríaco y al Rey polaco Jan Sobieski III en 1683, fue primero General imperial y luego Mariscal Imperial en jefe del Emperador, además de Comandante de Kürassierregiment (Regimiento), desde 1682 hasta 1699. Derrotando a los turcos otomanos en la batalla de Viena (1683). La familia entonces obtuvo fideicomiso de Leopoldo I, Sacro Emperador Romano. El otro hijo Segismondo, (Sisko) fue Knez/Duque muchas veces de Ragusa. Los miembros de estas líneas eran:

## El clan Gondola
Esta línea comienza con Francesco Giovanni Bautista Gondola (Franco Gondola), que casó primeramente con María de Bobali, con quien no tuvo hijos, luego, en segundas nupcias casó con una dama de la corte austriaca doña Maria Victoria Condezza di Strozzi, con la cual tuvo dos hijos:
Francesco Antonio (sin descendientes varones), que muere en 1717, en el palacio familiar de la ciudad de Viena “Renngasse Nº376” y Segismondo, que casó con Catterina De Nale, teniendo cuatro niños:Francesco, Giovanni, Hieronymus y Segismondo.
Francesco obtiene los fideicomisos el 21 de junio de 1719 y , después de su muerte, su hijo Francesco Giuseppe hereda el fideicomiso quien fue Arzobispo de Paderborner Dom (1752 - 1764), que nace en Viena en 1711 y muere en 1774. A partir de 1764, su primo, hijo de Segismondo (II), Segismondo Domenico 6 de febrero de 1712, 22 de febrero de 1800), posee dicho fideicomiso familiar, y se casó con Francesca di Bona (fallecida el 22 de febrero de 1785), quienes no dejan descendencia. En 1787, Segismondo adoptó a su sobrino Francesco Ghetaldi, hijo de su hermana Catterina de Góndola nacida el 12 de octubre de 1709, falleciendo el 26 de diciembre de 1785, quien se había casado con Matheo Ghetaldi (30 de diciembre de 1705 - 13 de marzo de 1776). La condición testamentaria para heredar los bienes dejados por Segismundo era, entre otras cosas, que se asumiera el apellido Góndola, ya que Segismundo era el último hombre de dicha línea. El testamento fue redactado en el año 1799, creando la familia Ghetaldi-Gondola.

## La Segunda Línea, Ghetaldi-Gondola
Francesco Ghetaldi-Gondola, nació en Ragusa el 20 de octubre de 1743 y murió el 17 de diciembre de 1798 . Francesco casó con Maria de Natali(*1774 - +1861). Los hijos de Francesco eran Matheo y Segismondo.
Matheo Ghetaldi-Gondola (23 de agosto de 1797, fecha y lugar desconocido de muerte]).
Segismundo Ghetaldi-Gondola (nació el 4 de septiembre de 1795 y murió el 5 de mayo de 1860) casó con Malvina Orsole Bosdari]] (*1811 - + 17 de abril de 1844). En 1818 se le reconoció su calidad de noble por el Imperio austríaco, tras la anexión de la República de Ragusa, de la cual era Conde, En 1845, el gobierno concedió el título de barón austriaco (freiherr) a Segismondo y su familia, sin perjuicio que la petición original era mantener el grado de Conde, reconocido a la familia Gondola siglos atrás, la cual incluso fue apoyada por el Gobierno de la Dalmacia con sede en Zara (actual Zadar), la cuán no prosperó, elevándolo al grado del Barón del Imperio, eximiéndolo del pago de los impuestos respectivos, ya que éste había detentado el cargo de Podestà de Ragusa por más de 13 años, contando con el respeto y apoyo social de Ragusa. Sus hijos eran Francesco, Maria, y Giovanni.
Francesco Ghetaldi-Gondola (ii) nació el 8 de agosto de 1833, caballero Maltés, a partir de 1889 hasta su muerte ministro de Dubrovnik. Soltero, Francesco murió en Dubrovnik el 3 de julio de 1899. Luchó en la guerra franco-prusiana (1870-1871). En 1893, abrió el monumento para Ivan Gundulić en la plaza Gundulic (Gondola). En 1899, Francesco, al enterarse de que había 10 000 florines menos en el arca de la alcaldía de la ciudad, lo cual había sido producto de los oponentes políticos radicales a su mandato, se suicida tomando veneno en su residencia familiar de Gruž. Está sepultado en el cementerio del St. Mihailo (cementerio de la familia) en Lapad (el distrito de Gruž).
Maria Ghetaldi-Gondola ( nació el 10 de julio de 1837, y muere en Mogliano, Treviso, Veneto 3 de marzo de 1908), residía en Venecia, hasta su muerte. Su primer matrimonio fue con Antonio Lunda ( 18 de enero de 1830 Lemberg Galizia + 29 de marzo de 1894 Sofía Bulgaria). Él era coronel de ingenieros militares de la Geniestab, fue despedido del ejército el 21 de noviembre de 1875 por problemas financieros y personales, además se divorció de María Ghetaldi-Gondola, tras esto convivió con Irene Tranquillini, con quien tuvo 5 hijos. Los cuales no llevaban su apellido.
Su primer hijo fue Vittorio Lunda (nació el 18 de diciembre de 1856 en Trieste, Austria, y murió el 15 de abril de 1915 en Roma, Italia, residía en la ciudad de  Roma, Italia, hacia el año 1915) , se casó con Celeste Grossi, tuvo una hija Elena Lunda (1901-1941), actriz italiana del cine mudo.- María luego de divorciarse de Anton Lunda, se casa con Giulio Foerh (*1844, Venecia +1915 Roma, Italia) (Fehr-Fohr), con quien tienen a su único hijo Ivan Ludovico (Foehr-Fohr) Ferry de Gondola, (en Chile se le escribió el apellido como ferry, como se usaba en dichos años para los apellidos extranjeros)  nació el 19 de marzo de 1873 en Trieste y murió el 27 de abril de 1933, en Chile. Casó dos veces, en 1906 con Sofía Morel, con quien tiene una hija y luego en 1908 con Luz Veloz Da Fonseca, con quien tuvo cinco hijos, residía en San Fernando, Chile.

Giovanni "Gino" Ghetaldi-Gondola (nació el 15 de abril de 1835, y murió el 31 de marzo de 1891, era militar y luego controlador del correo del imperio austríaco en Graz. Él se casó con Camilla Maria Dorninger Von Dornstrauch (nacida el 27 de mayo de 1843, y fallecida el 17 de febrero de 1905), quien nació en Salzburgo y murió en Graz, Austria. Su padre era el Mayor general Joahnn Dorninger Von Dornstrauch, la familia Gondola en Graz, vivía en la calle Merangasse N°73, Camilla a su vez era dueña de un Sanatorio para niños enfermos en Graz, llamado "Gondola" que funciona hoy en día con el nombre de Hansa Sanatorium, en la calle Korberglasse Nº13, para luego trasladarse en 1904 al N°42, Giovanni y Camilla tuvieron tres hijos: 
Malvina María Ana Ghetaldi-Gondola (nació el 30 de septiembre de 1862, y murió en abril de 1903), Nació en Cattaro, en el regimiento que comandaba su abuelo y murió en Graz. Era incapaz. 
Segismondo Francesco Giuseppe Maria Ghetaldi-Gondola (nació el 22 de noviembre de 1863, y murió el 30 de mayo, c.1886), Tyrol del sur, Merano, y murió en Graz. Fue teniente de marina de Ragusa, murió trágicamente muy joven de un tumor cerebral en el Sanatorio de su madre. 
Ana Johanna Maria Ghetaldi-Gondola (del 6 de marzo de 1865 fecha de su muerte es aún desconocida), nacida en Cattaro. Ella se casó con Francesco (Fery) Fedrigoni Edler v. Etschthal (C. 1858- el 8 de agosto de 1914). Coronel de infantería del Imperio Austro-Húngaro n.º 37 de la ciudad Agram actual Zagreb (Croacia). Tenían un hijo, y una hija, 
Julius Fedrigoni Edler v. Etschthal, aviador (nació el 5 de mayo de 1893 en Graz, lugar y fecha de su muerte son desconocidos, hechos recopilados de su vida militar, están: siendo héroe de la aviación austriaca, en la Primera Guerra Mundial, un 17 de noviembre de 1917, su hidroavión Austro-Húngaro K211 (Frglt Giulius Fedrigoni, Egon Preiss de Stb Masch) fue derribado por un disparo de tres combatientes franceses cerca de Treporti (los pilotos franceses era Corniglion, Lévy y Bignon) en cooperación con los hidroaviones italianos de 260a Squadriglia. Luego de terminada la Gran Guerra, fue designado Director Civil aeronáutico de Klaghenfurt, cargo que mantuvo hasta 1938-9, inicio de la II Guerra Mundial. Entre los años 11.9.1942 y 1.3.1943,(Obstlt) fue comandante de regimiento en la ciudad francesa de Cherbourg (Normandía). Luego de terminada la guerra volvió a sus funciones de Director Civil del aeropuerto de Klaghenfurt en Carintia, desempeñándose hasta 1956.
Adele Fedrigoni Edler v. Etschthal nació en Steiermark, Buck Mur el 1 de agosto de 1891 de Bruck. Su fecha y lugar de la muerte son desconocidos.
- Datos: Q2066562
- Multimedia: Gundulić family / Q2066562